# Le Maillon faible (jeu vidéo)
 (décembre 2014).
Si vous disposez d'ouvrages ou d'articles de référence ou si vous connaissez des sites web de qualité traitant du thème abordé ici, merci de compléter l'article en donnant les références utiles à sa vérifiabilité et en les liant à la section « Notes et références ».
Cet article concerne le jeu vidéo. Pour l'expression, voir maillon faible. Pour le jeu télévisé, voir Le Maillon faible (jeu télévisé).
Le Maillon faible est un jeu vidéo de quiz sorti en 2001 sur PC, PlayStation et PlayStation 2 aux États-Unis, et en 2002 en Europe. Il a été développé par Traveller's Tales et édité par Activision. Il s'agit d'une adaptation du jeu télévisé du même nom. La PEGI a noté ce jeu +3.

## Système de jeu
Il s'agit ici d'une version localisée, doublée, et filmée en Français du jeu original, The Weakest Link, avec la présentatrice originale de la version Française, Laurence Boccolini. Le jeu se veut fidèle à l'émission et permet au joueur d'incarner un des sept candidats d'une émission. Il doit répondre juste aux différentes questions posées lors de chaque manche pour ne pas se faire éliminer en tant que maillon faible. Il peut également déposer une somme à la banque pour ne pas voir cette dernière dégringoler en cas de mauvaise réponse adverse. Le joueur doit ainsi accéder à la finale contre le dernier adversaire pour espérer remporter la somme mise en banque. Durant chaque partie, le jeu inclut des cinématiques ponctuant des temps forts ou faibles de la partie, ainsi que des réactions des candidats. Le jeu inclut un mode solo, un mode championnat consistant à jouer quatre parties d'affilé et un mode multijoueurs jusqu'à sept joueurs pour refléter le déroulement d'une véritable émission, permettant d'incarner l'un des 24 personnages proposés par le jeu. 

## Accueil
Le jeu reçoit à sa sortie un accueil mitigé, Jeuxvideo.com lui réservant la note de 10, soulignant l'apport des vidéos durant la partie ainsi que la durée de vie en mode multijoueurs, mais déplore le faible nombre de candidats et les questions non doublées. Gamekult lui donne la note de 6, appréciant le mode multijoueurs, la fidélité à l'émission et le nombre important de questions, mais déplore la pauvreté du mode solo et ses graphismes. L'agrégateur de critiques Metacritic donne à la version originale du jeu la note de 47, la presse spécialisée déplorant les graphismes, la personnalité et l'utilité même du jeu, bien que d'autres apprécient le grand nombre de questions proposées par le jeu.